# Platygaster tripotini
Platygaster tripotini är en stekelart som beskrevs av Peter Neerup Buhl och Choi 2006. Platygaster tripotini ingår i släktet Platygaster och familjen gallmyggesteklar. Inga underarter finns listade i Catalogue of Life.